# Synagoga w Starej Wsi Spiskiej
Synagoga w Starej Wsi Spiskiej – synagoga znajdująca się w Starej Wsi Spiskiej na Słowacji, przy ulicy SNP 57.
Synagoga została zbudowana w XIX wieku. Od czasu zakończenia II wojny światowej do ściany, która znajdowała się przed główna ulicą, dodano mniejszy budynek. Jedynym obecnie oryginalny elementem jest zachodnia ściana. Obecnie synagoga stoi opuszczona, dawniej znajdował się w niej klub młodzieżowy.